# Cité de l'Économie
La Cité de l'Économie ou Citéco est un musée français consacré à l'économie et situé à Paris. Inauguré le 15 mai 2019, il est ouvert au public le 14 juin 2019. 
Ce lieu pédagogique, visant à expliquer les notions et les mécanismes de l'économie, est financé par un mécénat de la Banque de France. Il est installé dans l'hôtel Gaillard, monument historique du XIXe siècle construit dans un style néo-Renaissance  dans le 17e arrondissement de Paris, qui fait l'objet de huit ans de travaux avant l'ouverture de Citéco.

## Le projet

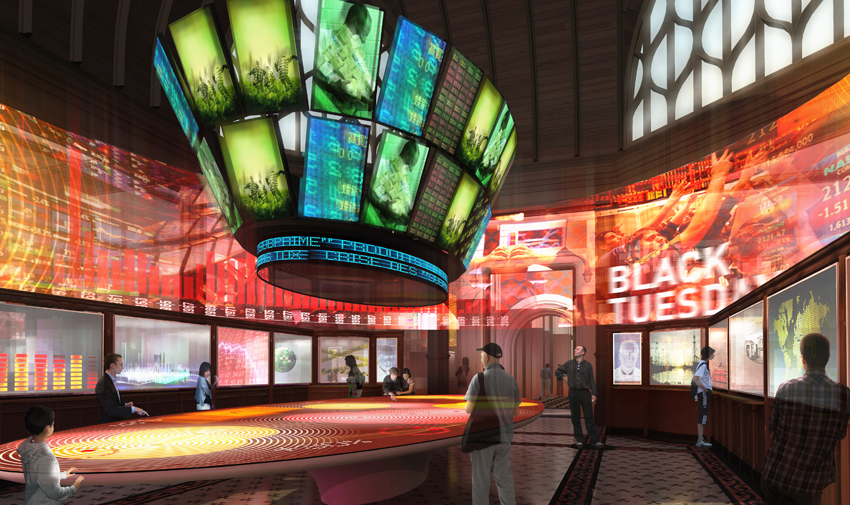
Le Grand Hall de la future Cité de l'Économie, concours architectural et muséographique, 2011.

La Banque de France annonce la création d’une Cité de l’Économie, le 25 mai 2011, lors d’une conférence de presse du gouverneur Christian Noyer. Son ouverture est prévue fin juin 2019,,,.
Ce lieu propose au grand public de partir à la découverte de l’économie et d’aborder les questions rencontrées dans la vie quotidienne, ou celles permettant un décryptage de l’actualité.
La Cité de l’Économie s’adresse notamment aux enseignants et à leurs élèves, venant illustrer les notions et analyses vues en cours (un tiers environ des 130 000 visiteurs annuels attendus devrait être d’âge scolaire). 
Le projet est mené par la Banque de France, en coopération avec plusieurs partenaires, en particulier : 
- le Ministère de l'Éducation nationale soutient le projet et a délégué plusieurs professeurs afin de préparer l’élaboration du contenu de la Cité de l’Économie. Le 18 juillet 2013, une convention de partenariat a été signée : elle formalise, renforce et élargit la coopération entre la Cité de l’Économie et le ministère.

- les musées de banques centrales déjà existants, tels ceux de l’Union européenne ou le Muséo Interactivo de Economía, à Mexico.
- Universcience, notamment la Cité des sciences et de l'industrie : Christian Noyer, gouverneur de la Banque de France, et Claudie Haigneré, présidente d’Universcience, ont signé un accord de coopération sur la muséographie de la future Cité de l’Économie fin juillet 2010. De mars 2013 à janvier 2014, l’exposition temporaire « L’économie : krach, boom mue ? » a été présentée à la Cité des Sciences.  Elle a ensuite été proposée, de mars à juin 2015, à Marseille. Elle est de nouveau présentée en 2016, à Bordeaux.
- l’Institut pour l'éducation financière du public (IEFP), avec qui une convention de partenariat a été signée fin 2010.
- la Bibliothèque nationale de France : le 3 janvier 2012, Christian Noyer et Bruno Racine, président de la Bibliothèque nationale de France, ont signé un accord de coopération, portant sur la présentation de collections de billets et de pièces dans la  Cité de l'Économie.
- les Rencontres des SES : initiative développée par l'Académie de Paris, grâce à laquelle les élèves de classe de 1re en filière Sciences économique et sociale (SES) rencontrent des économistes et discutent avec eux de thèmes liés à l'actualité.
- les Petites Conférences du Nouveau Théâtre de Montreuil : le 11 février 2012, lors de la conférence pour les enfants sur l'histoire de la monnaie de Jean-Claude Trichet (ancien Gouverneur de la Banque de France et ancien Président de la Banque centrale européenne), un partenariat a été annoncé entre les Petites Conférences et la Cité de l'Économie, concernant leur objectif commun de faciliter la sensibilisation des jeunes à la connaissance.

- Depuis 2011, Citéco est partenaire des Journées de l’Économie (Jéco) de Lyon, organisées par la Fondation Innovation et Transitions[10], et y organise chaque année une table-ronde associée à un projet pédagogique mené en lien avec l’Académie de Lyon.
- En 2012, un partenariat est venu formaliser la  concertation étroite nouée avec la Monnaie de Paris  pour assurer la coordination et la complémentarité des présentations muséales de leurs projets respectifs.
- En 2013, un partenariat avec la région Île-de-France a été signé, portant notamment sur la valorisation du patrimoine historique et architectural que constitue l’hôtel Gaillard.
- En 2014, une convention a été signée avec l’Institut national de l'audiovisuel pour la production en commun d’outils multimédia (par exemple, le webdoc Images de crises).
- Le partenariat signé en 2014 avec le musée des Arts et Métiers porte notamment sur l’exposition à Citéco d’une presse de fabrication de pièces de monnaie datant de 1845.
- Depuis 2014, Citéco organise une conférence dans le cadre du festival annuel « L’Économie aux Rendez-vous de l’histoire » à Blois.

## Le lieu

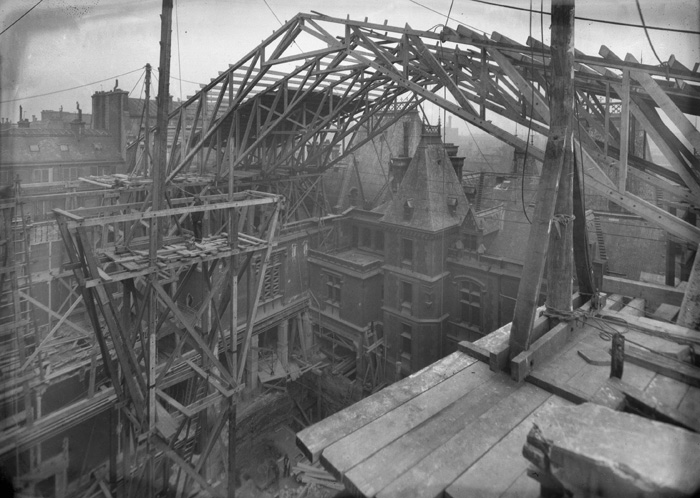
Travaux de construction du Grand Hall, réalisé par l'architecte Alphonse Defrasse, 1921.

La Cité de l’Économie est installée dans l’hôtel Gaillard, situé au 1, place du Général-Catroux, à Paris.
Cet hôtel particulier néo-Renaissance, dont la construction s’est achevée en 1882, a été réalisé par l’architecte Jules Février à la demande d’Émile Gaillard, banquier grenoblois et collectionneur d’art du Moyen Âge et de la Renaissance. L’hôtel Gaillard a été revendu à la Banque de France en 1919. 
Des réaménagements architecturaux ont été effectués par l’architecte Alphonse Defrasse de 1919 à 1921, notamment la construction d’un hall surmonté d’une charpente métallique renfermant les caisses et les services destinés au public, ainsi que la spectaculaire salle des coffres, entourée de douves de deux mètres de profondeur, dont l’accès se fait grâce à un pont mobile.
Classée monument historique en 1999, cette succursale est fermée depuis 2006, à la suite du plan de réorganisation du réseau des succursales de la Banque de France.

## Le concours architectural

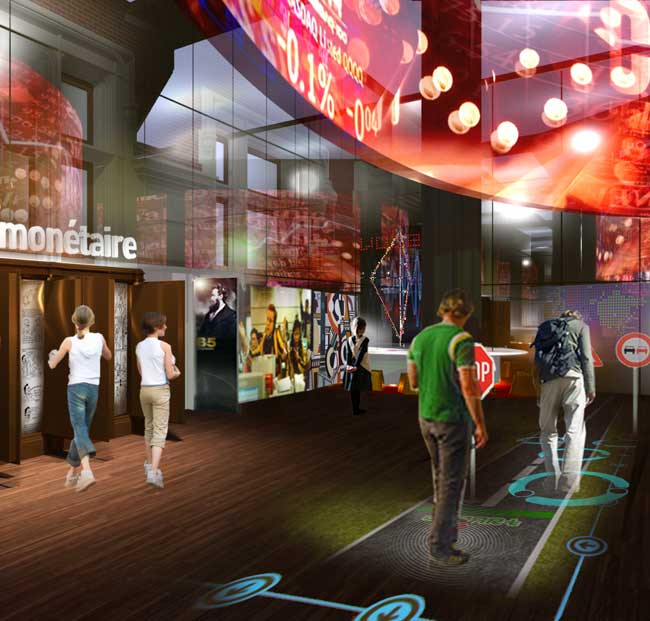
La salle du Conseil de la future Cité de l'Économie, concours architectural et muséographique, 2011.

Le projet de Cité de l’Économie a fait l’objet d’un concours architectural. Plus de 100 équipes d’architectes/muséographes ont participé à ce concours visant à transformer cette ancienne succursale de la Banque de France en une Cité pédagogique et ludique, tout en respectant l’architecture du lieu. 
L’équipe d’architectes/muséographes lauréate a été choisie par la Banque de France parmi les six projets finalistes, sur le conseil du jury du concours. Elle est composée des Ateliers Lion (Yves Lion) pour l’architecture, de François Confino jusqu'en 2017 puis de l'Agence Explosition, pour la muséographie et d’Eric Pallot comme architecte en chef des monuments historiques

## Les expositions temporaires
- Nés quelque part, avec l'Agence française de développement, du 26 septembre au 24 novembre 2019[15].
- Largo Winch, aventurier de l'économie, du 29 mai au 31 décembre 2021.
- Simone Veil, un destin européen, du 15 mars au 31 octobre 2022.
- Contaminations, après moi le déluge ? du 2 février au 30 avril 2023.
- Énergie, So Watt?, du 18 février au 28 mai 2023.
- L'abbé Pierre, faire la guerre à la misère, du 12 mai au 5 novembre 2023.
- L’Économie selon Astérix, du 21 octobre 2023 au 21 avril 2024.
- « Trésors » (Le trésor de Beaurains), du 16 septembre 2022 au 26 mai 2024.
- Philippe Assalit, portraits du monde, du 7 juin au 6 octobre 2024.